# Hayes (Bromley)
Hayes is een wijk (tevens een ward) in het Londense bestuurlijke gebied Bromley, in het zuidoosten van de regio Groot-Londen.
Niet te verwarren met de wijk Hayes (Hillingdon).

## Geboren
- William Pitt de Jongere (1759-1806), premier